# JetSMART Perú
JetSMART Perú, es una aerolínea de bajo costo que opera en Perú, propiedad de la chilena JetSMART. Su base principal de operaciones es el Aeropuerto Internacional Jorge Chávez, que sirve a Lima, Perú; y tiene una base secundaria en el Aeropuerto Internacional Alejandro Velasco Astete, en Cuzco, Perú. 

## Destinos
JetSmart Perú opera los siguientes destinos y rutas:
| Países                        | Destinos                      | Aeropuertos                                                      | Lima | Cuzco | Notas                        |
| ----------------------------- | ----------------------------- | ---------------------------------------------------------------- | ---- | ----- | ---------------------------- |
| Chile                         | Santiago de Chile             | Aeropuerto Internacional Arturo Merino Benítez                   | ●    |       | Operado por Jetsmart Airline |
| Colombia                      | Cartagena de Indias           | Aeropuerto Internacional Rafael Núñez                            | ●    |       |                              |
| Colombia                      | Medellín                      | Aeropuerto Internacional José María Córdova                      | ●    |       |                              |
| Ecuador                       | Quito                         | Aeropuerto Internacional Mariscal Sucre                          | ●    |       |                              |
| Perú                          | Arequipa                      | Aeropuerto Internacional Rodríguez Ballón                        | ●    | ●     | HUB secundario               |
| Perú                          | Cajamarca                     | Aeropuerto Mayor General FAP Armando Revoredo Iglesias           | ●    |       |                              |
| Perú                          | Chiclayo                      | Aeropuerto Internacional Capitán FAP José A. Quiñones            | ●    |       |                              |
| Perú                          | Cuzco                         | Aeropuerto Internacional Alejandro Velasco Astete                | ●    |       | HUB secundario               |
| Perú                          | Lima                          | Aeropuerto Internacional Jorge Chávez                            |      | ●     | HUB                          |
| Perú                          | Piura                         | Aeropuerto Internacional Capitán FAP Guillermo Concha Iberico    | ●    |       |                              |
| Perú                          | Tarapoto                      | Aeropuerto Cadete FAP Guillermo del Castillo Paredes             | ●    |       |                              |
| Perú                          | Trujillo                      | Aeropuerto Internacional Capitán FAP Carlos Martínez de Pinillos | ●    |       |                              |
| Total: 15 destinos, 15 rutas. | Total: 15 destinos, 15 rutas. | Total: 15 destinos, 15 rutas.                                    | 13   | 2     |                              |

## Futuros destinos
| Países   | Destinos                | Aeropuertos                                     | Desde                  | Notas       |
| -------- | ----------------------- | ----------------------------------------------- | ---------------------- | ----------- |
| Bolivia  | Cochabamba              | Aeropuerto Internacional Jorge Wilstermann      | Lima y Arequipa        | Por definir |
| Bolivia  | La Paz                  | Aeropuerto Internacional El Alto                | Lima y Arequipa        | Por definir |
| Bolivia  | Santa Cruz de la Sierra | Aeropuerto Internacional Viru Viru              | Lima                   | Por definir |
| Colombia | Bogotá                  | Aeropuerto Internacional El Dorado              | Lima, Arequipa y Cuzco | Por definir |
| Colombia | Cali                    | Aeropuerto Internacional Alfonso Bonilla Aragón | Lima y Arequipa        | Por definir |
| Colombia | Isla de San Andrés      | Aeropuerto Internacional Gustavo Rojas Pinilla  | Lima                   | Por definir |
| Ecuador  | Cuenca                  | Aeropuerto Internacional Mariscal La Mar        | Lima, Talara y Piura   | Por definir |
| Ecuador  | Guayaquil               | Aeropuerto Internacional José Joaquín de Olmedo | Piura                  | Por definir |
| Ecuador  | Latacunga               | Aeropuerto Internacional Cotopaxi               | Lima                   | Por definir |

## Flota
La flota de JetSMART Perú se compone de las siguientes aeronaves:
| Aeronave       | En servicio | Pedidos | Pasajeros (clase única)                           | Matrícula                                         | Nombre                                            | Antigüedad                                        |
| -------------- | ----------- | ------- | ------------------------------------------------- | ------------------------------------------------- | ------------------------------------------------- | ------------------------------------------------- |
| Airbus A320neo | 7           | —       | 186                                               | CC-AWJ                                            | «Colibrí de Arica»                                | 4,6 años                                          |
| Airbus A320neo | 7           | —       | 186                                               | CC-AWK                                            | «Flamenco de James»                               | 4,4 años                                          |
| Airbus A320neo | 7           | —       | 186                                               | CC-AWL                                            | «Búho magallánico»                                | 4,4 años                                          |
| Airbus A320neo | 7           | —       | 186                                               | CC-AWN                                            | «Carpintero negro»                                | 4,2 años                                          |
| Airbus A320neo | 7           | —       | 186                                               | CC-AWO                                            | «Tortuga verde»                                   | 4,2 años                                          |
| Airbus A320neo | 7           | —       | 186                                               | CC-AWQ                                            | «Carancho»                                        | 3,2 años                                          |
| Airbus A320neo | 7           | —       | 186                                               | CC-DIG                                            | «Gato güiña»                                      | 0,3 años                                          |
| Total          | 7           | —       | Edad media de la flota (abril de 2024): 4,2 años. | Edad media de la flota (abril de 2024): 4,2 años. | Edad media de la flota (abril de 2024): 4,2 años. | Edad media de la flota (abril de 2024): 4,2 años. |